# Parenchelyurus hyena
Parenchelyurus hyena is een straalvinnige vissensoort uit de familie van naakte slijmvissen (Blenniidae). De wetenschappelijke naam van de soort is voor het eerst geldig gepubliceerd in 1953 door Whitley.